# Niefang (Centro Sur)
Niefang ist ein Ort in Äquatorialguinea.

## Lage
Der Ort befindet sich in der Provinz Centro Sur auf dem Festlandteil des Staates. Im Unterschied zum gleichnamigen Ort Niefang (Evinayong) im Nordosten von Evinayong liegt dieser Ort etwa 14 km südwestlich von Evinayong im Hinterland, und etwa 6 km westlich von einer Hauptverkehrsader bei Movo im Gebiet der Flüsse Arroyo Midyo und Río Nono.
Der Name bedeutet „Grenze der Fang“. 

## Klima
In der Stadt, die sich nah am Äquator befindet, herrscht tropisches Klima.